# Johnny Palermo
John Joseph „Johnny“ Palermo (* 1. März 1982 in Rochester, New York; † 8. Juni 2009 in Hollywood, Kalifornien) war ein US-amerikanischer Filmschauspieler.

## Leben
Der Schauspieler mit italienischen Wurzeln wuchs in Webster, einem Vorort von Rochester im Staat New York auf, und machte im Jahr 2000 seinen Abschluss an der dortigen High School. Während seiner Schulzeit war er auch sportlich aktiv und spielte professionell American Football. Danach schrieb er sich am Art Institute of Pittsburgh in Pennsylvania ein, wo er eine zweijährige Ausbildung zum Maskenbildner absolvierte.
2002 zog er nach Los Angeles, um eine Karriere als Schauspieler zu verfolgen. 2004 absolvierte er sein Debüt in einer Episode der Fernsehserie Cold Case – Kein Opfer ist je vergessen. Wegen seines mediterranen südländischen Aussehens übernahm  er überwiegend italienische Rollen, darunter in TV-Serien wie Alle hassen Chris, General Hospital, Rules of Engagement, How I Met Your Mother oder Emergency Room – Die Notaufnahme. Er wirkte in zwei Spielfilmen mit, darunter der 2006 produzierte Thriller Slip.
Im Juni 2009 kamen Johnny Palermo und seine 25-jährige Freundin Alessandra Giangrande bei einem Verkehrsunfall ums Leben. Giangrandes Bruder, der ebenfalls im Auto saß, überlebte den Unfall schwer verletzt.